# Província de Pacajes

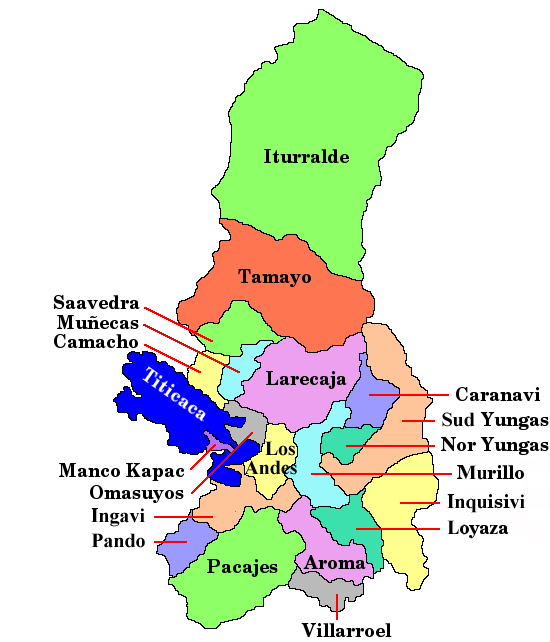
Les províncies del Departament de La Paz

La província de Pacajes és una de les 20 províncies del Departament de La Paz a Bolívia. La seva capital és Coro Coro.